# Aamodt
Aamodt je priimek več znanih oseb:
- Kjetil André Aamodt, (*1971), norveški alpski smučar
- Ragnhild Aamodt (*1980), norveška rokometašica